# Лісниче
Лісни́че — село в Україні, у  Бершадській міській громаді Гайсинського району Вінницької області.

## Географія
Селом протікає річка Безіменна, права притока Яланця.

## Археологічні пам'ятки

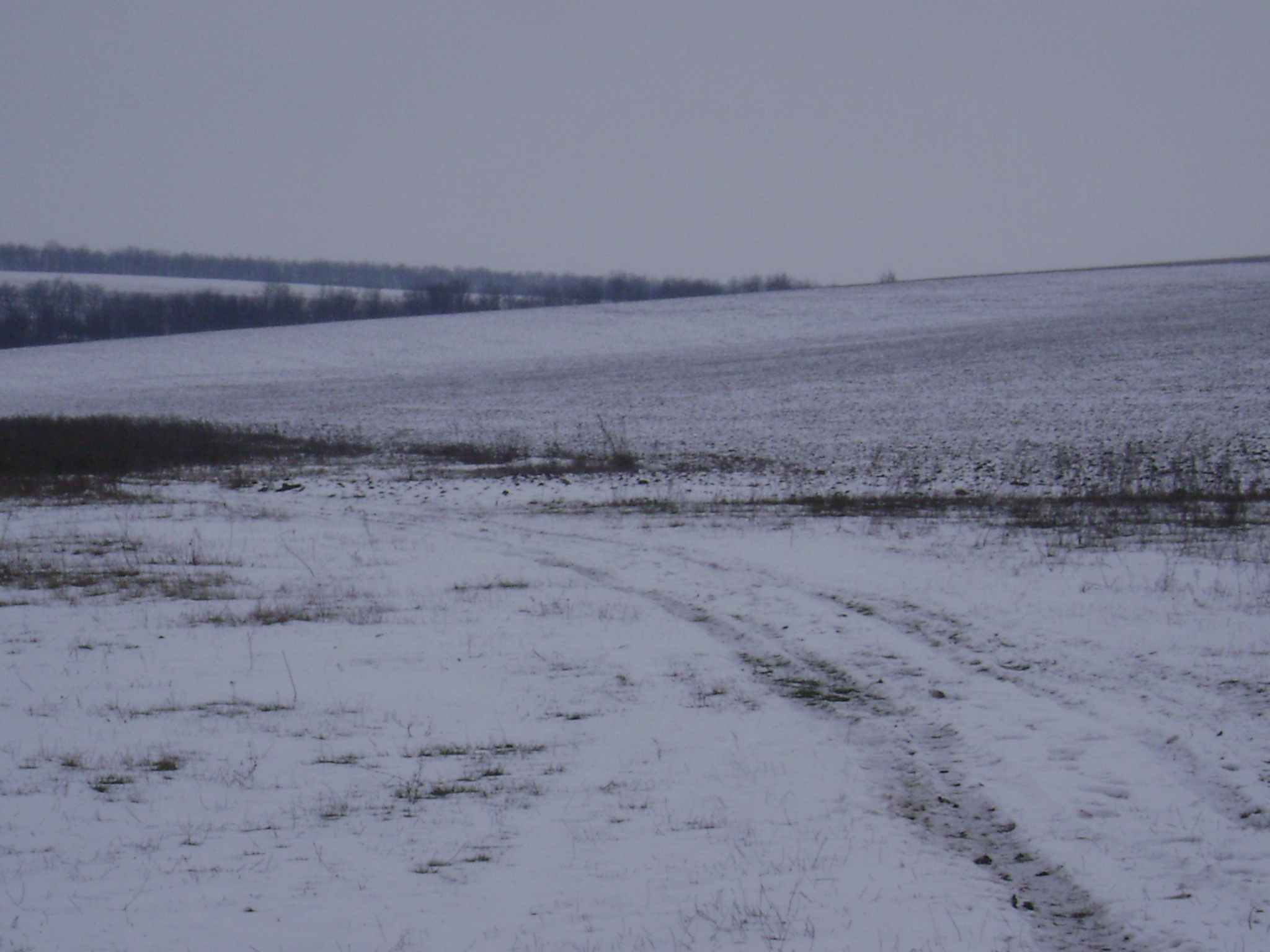
Поселення трипільської культури Клубове поле с.Лісниче

У селі виявлено поселення трипільської культури. Пам'ятка розташована поблизу села.

## Історія
У 4-3 сторіччі до н. е. на місці села існувало місто Копистирин[джерело?].
7 (20) листопада 1917 року, відповідно до Третього Універсалу Української Центральної Ради, увійшло до складу Української Народної Республіки.
12 червня 2020 року, відповідно розпорядження Кабінету Міністрів України № 707-р «Про визначення адміністративних центрів та затвердження територій територіальних громад Вінницької області», село увійшло до складу Бершадської міської громади.
19 липня 2020 року, в результаті адміністративно-територіальної реформи та ліквідації Бершадського району, село увійшло до складу Гайсинського району.

## Визначні особистості
Тупиця Дмитро Степанович (09.07.1983 — 20.03.2023) — український військовик, учасник російсько-української війни.
Цвігун Віталій — український військовик, учасник російсько-української війни.